# Пиеро Строци
Пиеро Строци (на италиански: Piero o Pietro Strozzi; * 1510, Флоренция, Флорентинска република; † 21 юни 1558, Тионвил, Люксембург) от флорентинската фамилия Строци, е италиански кондотиер на френска служба.

## Произход
Той е син на Филипо Строци Млади (1488 – 1538) и Клариса де Медичи (1493 – 1528), племенница на папа Лъв X, сестра на Лоренцо II де Медичи. Неговият брат е Леоне Строци (1515 – 1554).

## Биография
Той следва ок. 1529 г. в Падуа и се връща във Флоренция. На 1 август 1537 г. заедно с баща си и брат си се бие (и загубва) в Битката при Монтемурло против херцога на Флоренция Козимо I де Медичи. Баща му умира в битката, а Пиеро и брат му бягат във Франция в двора на Катерина де Медичи. Той служи при Франсоа I (крал на Франция 1515 – 1547).
Пиеро е голям противник на Медичите и през Италианските войни се бие на страната на французите. През 1555 г. той е номиниран за маршал на Франция. През 1557 г. участва във френската обсада на Кале и е убит през 1558 г.
Пиеро Строци е погребан в Еперне.

## Фамилия
∞ 1539 за Лаудомия ди Пиерфранческо де Медичи (* 1518, † 1583), дъщеря на Пиерфранческо де Медичи Млади и сестра на Лоренцино де Медичи, от която има син и дъщеря:
- Филипо Строци (* април 1541, Венеция; † 27 юли 1582, Азорски острови[9]), генерал и кондотиер, господар на Еперне, господар на Бресюр и Генерален командир на Френската армия, командва френско-португалските сили в морската битка на Азорските острови край Вила Франка до Кампо, където губи живота си; неженен и бездетен
- Клара Строци († 1567), ∞1 януари 1558 за Хонорат I Савойски-Вилар, граф на Танд и велик сенешал на Прованс, от когото няма деца.